# Giorgio VI del Regno Unito
Giorgio VI del Regno Unito (nato Albert Frederick Arthur George; Sandringham, 14 dicembre 1895 – Sandringham, 6 febbraio 1952) è stato re del Regno Unito di Gran Bretagna e Irlanda del Nord e degli altri reami del Commonwealth dall'11 dicembre 1936 fino al 6 febbraio 1952, giorno della sua morte.
Fu l'ultimo Imperatore d'India fino al 15 agosto 1947, pur mantenendo il titolo fino al 22 giugno 1948. Fu anche l'ultimo sovrano britannico a essere re di tutta l'Irlanda; infatti, sebbene l'Irlanda fosse divenuta completamente indipendente nel 1937, il sovrano mantenne comunque il controllo fino al 1949 e il titolo fino alla morte. Era il padre della regina Elisabetta II e di sua sorella Margaret e il nonno materno del re Carlo III. Nacque dall'unione tra il Duca di York, in seguito divenuto re Giorgio V, e la principessa Maria di Teck, secondogenito dopo il fratello Edoardo.
Nel 1920 fu nominato dal padre duca di York e Conte di Inverness. Nel 1923 sposò nell'abbazia di Westminster lady Elizabeth Bowes-Lyon, dalla quale ebbe le due figlie, Elisabetta e Margaret. L'11 dicembre 1936, in seguito all'abdicazione del fratello Edoardo VIII, salì al trono prendendo il nome di Giorgio VI, poiché il suo primo nome Albert suonava troppo tedesco ed era stato già rifiutato dal nonno Edoardo VII. Fu incoronato il 12 maggio 1937 nell'abbazia di Westminster insieme alla moglie, la regina Elizabeth Bowes-Lyon; questa fu la prima incoronazione trasmessa dalla radio e registrata per la riproduzione privata dalla BBC.
Evento centrale del suo regno fu la seconda guerra mondiale, combattuta dal Regno Unito, alleato della Francia e poi anche degli Stati Uniti e dell'Unione Sovietica, contro le Potenze dell'Asse. Durante tutta la guerra, e in modo particolare durante il difficile periodo dei bombardamenti su Londra, seppe conquistare la stima e l'affetto dei suoi sudditi, rimanendo sempre saldamente in patria, rifiutando ogni fuga e contribuendo anzi, con i suoi discorsi radiofonici, a tenere alto il morale del paese durante la resistenza all'attacco subito dalla Germania nazista.
Nel dopoguerra fu tra i principali promotori della ripresa economica e sociale del Regno Unito.

## Biografia

### Nascita e famiglia
Giorgio VI nacque allo York Cottage, presso Sandringham House a Norfolk, durante il regno della regina Vittoria. Suo padre era l'allora principe Giorgio, duca di York, poi divenuto re con il nome di Giorgio V, il secondo e il maggiore dei figli sopravvissuti del principe Edoardo del Galles, il futuro Edoardo VII. Sua madre era Maria di Teck, duchessa di York, figlia maggiore del duca Francesco di Teck e della principessa Maria Adelaide di Cambridge.
Il giorno della sua nascita, 14 dicembre 1895, coincideva con l'anniversario della morte del suo bisnonno, Alberto di Sassonia-Coburgo-Gotha, principe consorte della regina Vittoria e, proprio in onore dell'augusto defunto, il principe venne battezzato con i nomi di Alberto Federico Arturo Giorgio presso la chiesa di Santa Maddalena presso Sandringham House, tre mesi dopo la nascita. Come bisnipote della regina Vittoria, ottenne immediatamente il titolo di cortesia "sua altezza il principe Alberto di York", anche se in famiglia veniva chiamato informalmente "Bertie". Sua nonna materna, la duchessa di Teck non approvava il nome dato al bambino e scrisse profeticamente che si augurava che egli utilizzasse l'ultimo dei suoi nomi, Giorgio appunto.
Alberto era il quarto in linea di successione al trono, dopo suo nonno, suo padre e suo fratello maggiore, il principe Edoardo.

### Primi anni

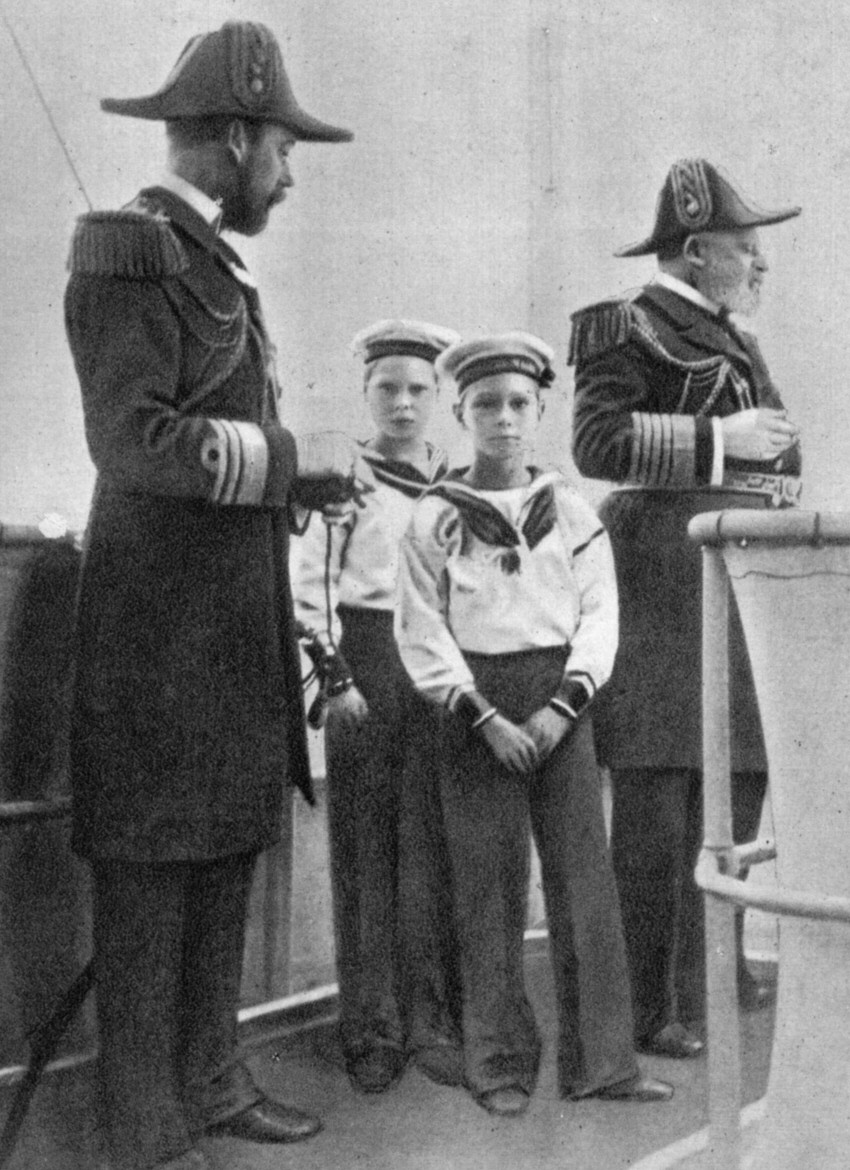
Quattro re in una sola foto: Edoardo VII (a destra), suo figlio Giorgio, principe di Galles, futuro Giorgio V (a sinistra) e i nipoti Edoardo, poi Edoardo VIII (in primo piano) e Alberto, poi Giorgio VI (sullo sfondo), circa 1908.

Nel 1898 la regina Vittoria rilasciò una lettera patente con la quale concesse anche ai pronipoti il titolo di "altezze reali".
Alberto venne sovente descritto come pauroso e incerto nelle sue azioni. I suoi genitori, il duca e la duchessa di York, erano spesso lontani dai loro figli e non potevano crescerli passo dopo passo, così come si richiedeva per le famiglie aristocratiche dell'epoca. Il principe venne forzato a scrivere con la mano destra, anche se era naturalmente mancino. Egli fu caratterizzato inoltre da cronici problemi di stomaco, un certo grado di balbuzie, e una leggera deformazione alle ginocchia che lo costringeva a indossare spesso delle steccature correttive.
La regina Vittoria morì il 22 gennaio 1901 e il principe di Galles le succedette con il nome di Edoardo VII. Suo figlio, il duca di York, venne nominato principe di Galles. Il principe Edoardo divenne così il secondo in linea di successione e Alberto divenne il terzo.

### L'istruzione e la carriera militare
Dal 1909 Alberto frequentò il Royal Naval College, Osborne come cadetto della marina reale d'Inghilterra. Egli si dimostrò l'ultimo della classe nell'esame finale, ma malgrado questo passò al Royal Naval College di Dartmouth nel 1911. Quando Edoardo VII morì il 6 maggio 1910, il padre di Alberto divenne re con il nome di Giorgio V, suo fratello Edoardo divenne principe di Galles il 2 giugno 1910 e Alberto divenne il secondo in linea di successione.
Alberto entrò in servizio in marina il 15 settembre 1913 e l'anno dopo prese subito servizio nella prima guerra mondiale, con il nome in codice di "Mr. Johnson". Egli seguiva le azioni militari dalla torretta di avvistamento della HMS Collingwood, mentre la nave da guerra era impegnata contro la flotta tedesca nella battaglia dello Jutland (31 maggio – 1º giugno 1916), un'azione inizialmente indecisa che poi si rivelò una vittoria strategica per la Gran Bretagna, ma il principe non poté seguire molte altre azioni del conflitto in quanto si ammalò di ulcera duodenale. Nel febbraio del 1918 venne nominato ufficiale in carico nella Royal Naval Air Service a Cranwell. Con la fondazione della Royal Air Force due mesi dopo, passò dalla marina in questo nuovo corpo d'arma. Egli venne nominato quindi comandante del 4º squadrone a Cranwell e ivi rimase sino all'agosto del 1918. Durante le ultime settimane di guerra, Alberto prestò servizio nello staff dirigenziale della Independent Air Force che aveva il suo quartier generale in Francia, a Nancy. A seguito dello scioglimento della Independent Air Force nel novembre del 1918, egli tornò nello staff della Royal Air Force.
A ottobre del 1919 Alberto frequentò il Trinity College di Cambridge dove ebbe modo di studiare storia, economia e diritto civile per un anno. Nel dicembre dello stesso anno fu iniziato in massoneria nella Navy Lodge 2612 di Londra. Il 3 giugno 1920 venne nominato duca di York, conte di Inverness e barone di Killarney. Iniziò quindi a occuparsi degli affari di corte, rappresentando il padre nella visita di alcune miniere di carbone, fabbriche e cantieri ferroviari, ottenendo il soprannome di "Principe industriale".
La sua naturale timidezza e la sua laconicità lo facevano apparire molto meno impositivo del fratello Edoardo; amava tenersi in forma con sport come il tennis.

### Matrimonio

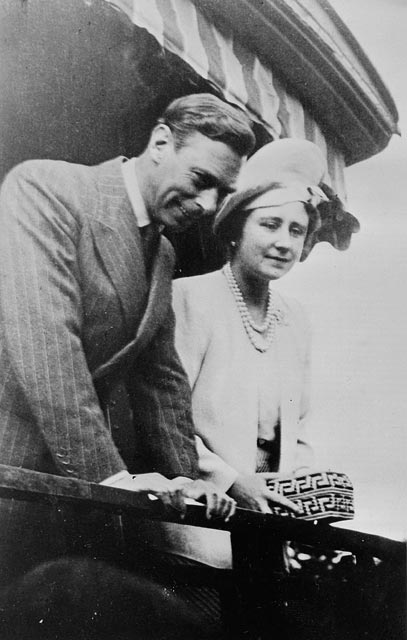
Giorgio VI e la moglie, la regina consorte Elizabeth

In un'epoca in cui i reali si imparentavano tra di loro, colpisce il fatto che Alberto abbia ottenuto una quasi totale libertà di scelta sulla propria consorte. Nel 1920 incontrò infatti Elizabeth Bowes-Lyon, la figlia minore di Claude Bowes-Lyon, XIV conte di Strathmore e Kinghorne e della contessa Cecilia, e se ne innamorò follemente, al punto da pretendere di sposarla.
Lady Elizabeth era discendente del re Roberto I di Scozia e del re Enrico VII d'Inghilterra, ma secondo le leggi inglesi era considerata una nobile di basso rango. Ella in un primo momento respinse per ben due volte la proposta, dal momento che rifiutava le rigidità formali della vita di corte, anche se alla fine cedette.
La coppia si sposò il 26 aprile 1923 nell'abbazia di Westminster. La neo-fondata British Broadcasting Company trasmise l'evento in diretta via radio, ma il capitolo della cattedrale era contrario, anche se il decano Herbert Edward Ryle era favorevole all'idea. Lady Elizabeth ottenne il titolo di altezza reale e quello di duchessa di York dopo il matrimonio, anche se la sua unione venne considerata fortemente innovativa per l'epoca e segno di un forte cambiamento in atto nelle dinastie europee.
Il duca e la duchessa di York ebbero due figlie, Elisabetta (soprannominata anche da sé stessa "Lilibet"), che succederà a Giorgio VI sul trono, e Margaret, futura contessa di Snowdon. I duchi di York e la loro famiglia conducevano un'esistenza piuttosto appartata nella loro residenza londinese, al 145 di Piccadilly. Uno dei primi meriti che giunse al principe Alberto fu quello di essere nominato governatore generale del Canada su proposta del primo ministro canadese Richard Bedford Bennett, ma egli rifiutò nel 1931 su consiglio dei ministri di stato.
La duchessa di York divenne la vera tutrice del principe Alberto, aiutandolo nella composizione dei suoi documenti ufficiali, facendogli conoscere anche Lionel Logue, esperto di logopedia di origine australiana. Il duca praticava sovente esercizi di respirazione per migliorare il suo eloquio e riuscire a controllare la balbuzie che lo contraddistingueva; nel 1927 si mise alla prova con il tradizionale discorso di apertura del parlamento federale australiano con successo, in quanto ebbe solo una piccola esitazione emotiva.

### Un re riluttante

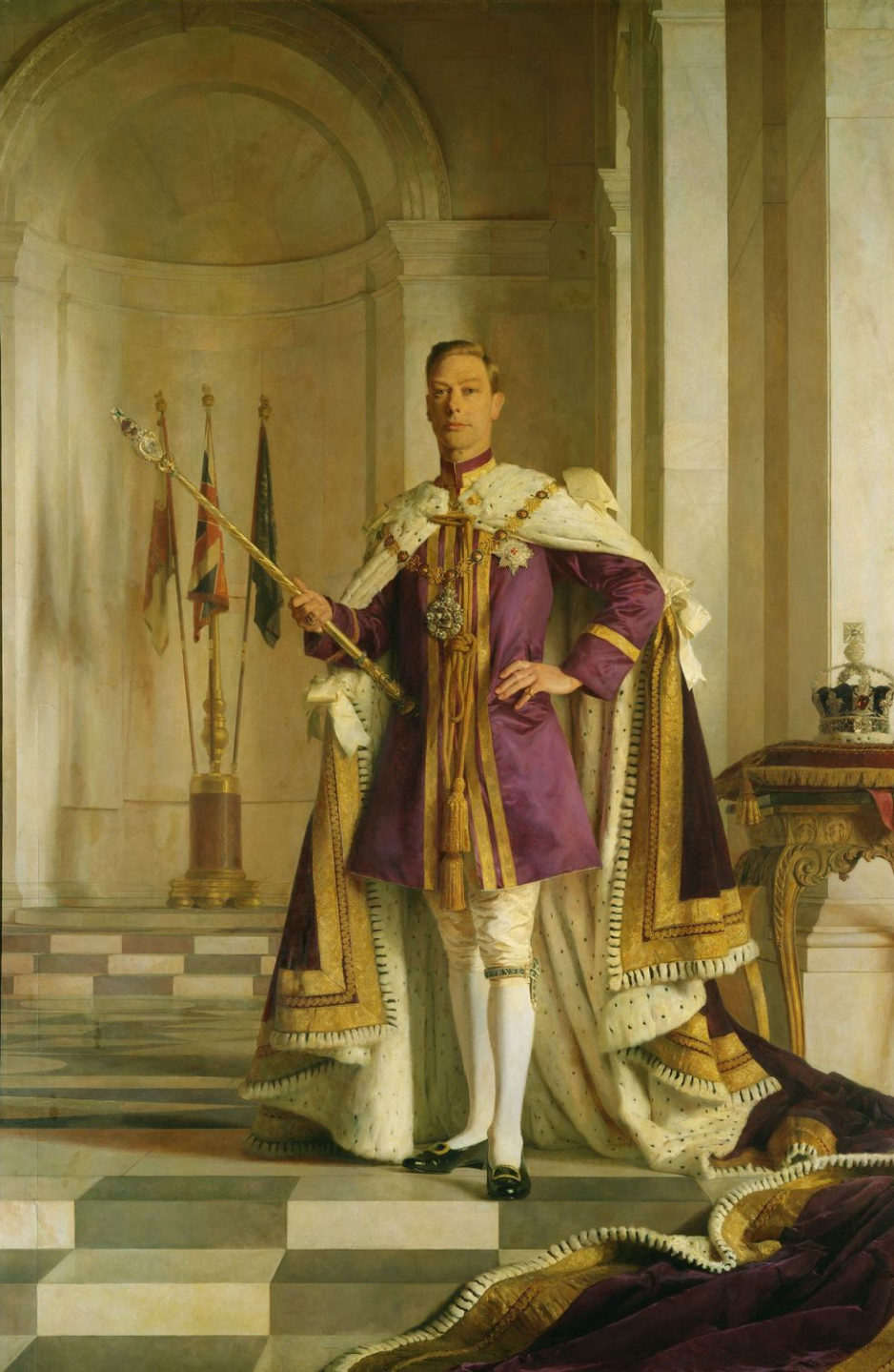
Giorgio VI in un ritratto ufficiale.

Il 20 gennaio 1936 il re Giorgio V morì e il principe Edoardo, fratello maggiore di Alberto, venne chiamato a succedergli ascendendo al trono con il nome di Edoardo VIII. Dal momento che Edoardo non aveva figli, Alberto diventò l'erede al trono designato. Dopo meno di un anno, però, l'11 dicembre 1936, Edoardo VIII abdicò al trono per poter sposare la divorziata americana Wallis Simpson, in quanto consapevole, anche grazie alle consultazioni con il primo ministro Stanley Baldwin, che non avrebbe potuto mantenere la carica di re e il consenso del governo e della popolazione sposando una donna divorziata e per di più oggetto di pettegolezzi. Quando Edoardo scelse di abdicare in favore del fratello, Alberto si presentò riluttante ad accettare la corona che gli veniva proposta. Il giorno dopo l'abdicazione, egli si recò a Londra per incontrare la madre, la regina Maria.

### Gli anni di regno
Alberto scelse di utilizzare come nome di regno il quarto e ultimo dei suoi nomi di battesimo, chiamandosi quindi Giorgio VI, per stabilire una continuità nominale con suo padre e incoraggiare i sudditi a riprendere fiducia nella monarchia dopo lo scandalo causato da suo fratello. L'inizio del regno di Giorgio VI venne contraddistinto dalla necessità di inquadrare titolarmente il fratello Edoardo, rinunciatario della corona inglese, il quale con la sua abdicazione aveva perso non solo i diritti al trono, ma anche il titolo di altezza reale, che pure spettava ai principi di sangue. Il primo atto di regno di Giorgio VI fu quindi il garantire tale titolo al fratello, consentendogli di fregiarsi del titolo di duca di Windsor ma stabilendo con una lettera patente che tale titolo non sarebbe stato conferibile alla moglie o a eventuali figli della coppia. Giorgio VI venne inoltre costretto ad acquistare le residenze di Balmoral e Sandringham House dal principe Edoardo, dal momento che esse erano proprietà privata del monarca e non passavano automaticamente al suo successore. Tre giorni dopo la sua incoronazione, nominò sua moglie, la nuova regina, membro dell'ordine della Giarrettiera.
L'incoronazione di Giorgio VI ebbe luogo il 12 maggio 1937, data inizialmente prevista per l'incoronazione di Edoardo VIII. La sera stessa il nuovo re dovette misurarsi con qualcosa, se possibile, di ancora maggiore coinvolgimento emotivo: la British Broadcasting Corporation, nata dieci anni prima con decreto regio, aveva organizzato la trasmissione in diretta del discorso del re in tutto il Regno Unito e nei paesi dell'Impero. Fu un impegno logorante, ma che ebbe un grande successo. Questo il discorso, preparato per settimane e registrato anche su un disco, per ogni evenienza:
Erano gli anni in cui, anche in Inghilterra, si percepiva l'imminenza della seconda guerra mondiale contro la Germania. Il re era costituzionalmente affidato alle parole del primo ministro Neville Chamberlain, anche se dopo gli accordi di Monaco del 1938, la coppia reale si servì del primo ministro anche come figura di riferimento per la popolazione, favorendo un'interazione sociale e pubblica tra la monarchia e i politici, dal momento che la classica apparizione al balcone di Buckingham Palace era riservata unicamente ai membri della famiglia reale.
Nel 1939 il re e la regina si recarono in visita in Canada, facendo tappa anche negli Stati Uniti. Da Ottawa la coppia reale venne accompagnata dal primo ministro canadese e non dal gabinetto dei ministri inglese, significativamente rappresentando il Canada anche negli atti di governo e dando un segnale di vicinanza alla popolazione oltreoceano. Giorgio fu il primo monarca del Canada a visitare il Nord America, anche se già conosceva il paese avendolo visitato quando ancora ricopriva il titolo di duca di York. Il primo ministro canadese William Lyon Mackenzie King si augurava che la presenza dei reali in Canada avrebbe permesso di dimostrare la realtà dello statuto di Westminster del 1931, che conferivano pieni poteri ai domini coloniali inglesi, riconoscendo a ciascuna colonia una corona separata ma riunita nella persona del re d'Inghilterra. Il pubblico canadese e americano reagì positivamente a questa visita di stato, il che rappresentò un doppio successo per Giorgio VI, che ancora sentiva di dover superare lo scandalo dell'abdicazione del fratello dalla corona inglese.

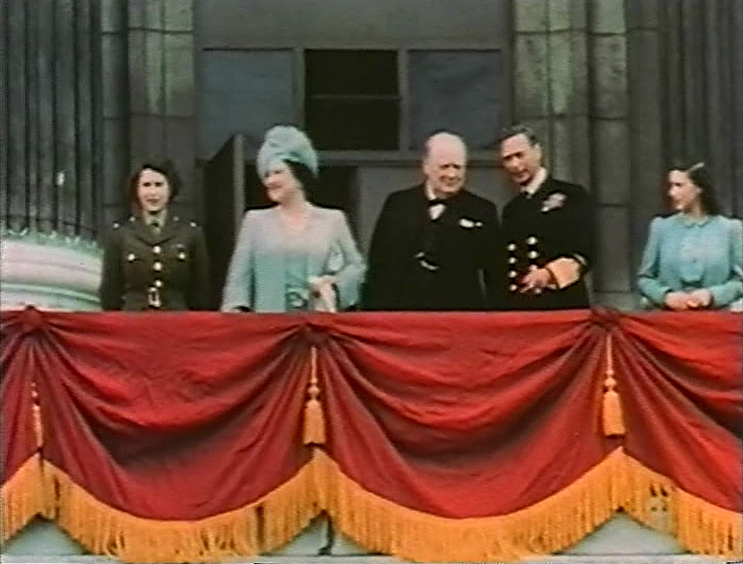
Da sinistra a destra: la principessa Elisabetta, la regina consorte Elisabetta, il primo ministro Winston Churchill, il re Giorgio VI e la principessa Margaret al balcone di Buckingham Palace nella Giornata della vittoria, 8 maggio 1945

Allo scoppio della guerra, nel 1939, Giorgio VI e sua moglie decisero di rimanere a Londra e di non cercare la salvezza in Canada, così come il gabinetto dei ministri aveva loro suggerito. Il re e la regina ufficialmente rimasero a Buckingham Palace, anche se trascorrevano le notti prevalentemente al castello di Windsor per ragioni di sicurezza dopo i primi bombardamenti. Giorgio VI e la regina Elisabetta vissero comunque in prima persona gli avvenimenti bellici, con lo scoppio di una bomba proprio nella corte principale del palazzo londinese mentre erano in residenza.
Nel 1940 Neville Chamberlain si dimise dalla carica di primo ministro e venne sostituito da Winston Churchill. Durante la guerra il re fu in “prima linea” per mantenere alto il morale della popolazione e la moglie del presidente statunitense Eleanor Roosevelt, ammirando il gesto, si pose in prima persona nell'organizzare spedizioni di cibo al palazzo reale inglese.
Al termine del conflitto, nel 1945, la popolazione fu entusiasta del ruolo del re negli avvenimenti bellici, tanto più che la nazione inglese era uscita trionfante dalla seconda guerra mondiale e Giorgio VI, sulla scia di quanto fatto con Chamberlain, invitò Churchill ad apparire con lui sulla balconata di Buckingham Palace.

### Dall'Impero al Commonwealth

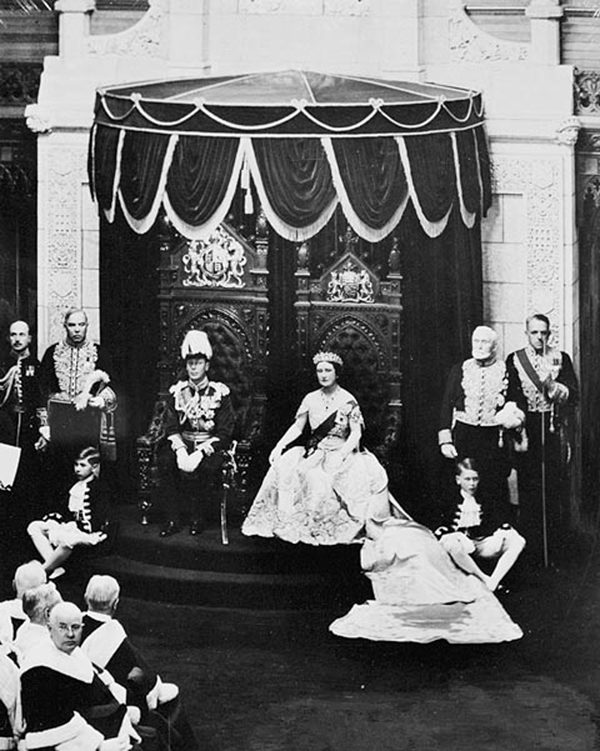
Giorgio VI, come re del Canada, acconsente alla costituzione di un senato canadese il 19 maggio 1939. Alla sua sinistra si trova la regina consorte Elisabetta.

Il regno di Giorgio VI vide inoltre l'inizio del processo di dissoluzione dell'impero coloniale britannico, processo che si concluderà sotto il regno della figlia Elisabetta II. L'integrità del vastissimo impero britannico aveva già dato i primi segni di cedimento dopo la dichiarazione di Balfour del 1926, anno in cui i vari dominion (Australia, Canada, Nuova Zelanda, Sudafrica) iniziarono a essere conosciuti con il nome di Commonwealth, poi formalizzato con gli statuti di Westminster del 1931.
Tra l'altro l'Impero britannico aveva concesso nel 1932 l'indipendenza all'Iraq da protettorato inglese quale era, seppur questo non fosse mai entrato a far parte del Commonwealth. Questo processo garantì la riappacificazione degli stati dopo la seconda guerra mondiale e così divenne indipendente anche la Giordania nel 1946, oltre alla fine del protettorato sulla Palestina. All'Irlanda fu concessa nel 1937 la piena indipendenza, nel 1949 divenne una repubblica indipendente e lasciò il Commonwealth nello stesso anno. Giorgio VI dovette assistere quasi impotente alla concessione dell'indipendenza al grande impero indiano, del quale era imperatore, che fu separato in India e Pakistan nel 1947. Fu quindi l'ultimo sovrano del Regno Unito a potere vantare il titolo di imperatore e fu anche l'ultimo sovrano europeo che poté vantare tale titolo, fino al 1947. Divenne nominalmente re dell'India dal 1947 al 1950 e re del Pakistan dal 1947 al 1952, ma una volta che l'India (1950) e il Pakistan (1956) divennero repubbliche anche i titoli di re dell'India e di re del Pakistan decaddero. Giorgio VI ottenne però il titolo di capo del Commonwealth, titolo che ancora oggi spetta ai sovrani britannici.

### Malattia e morte
La salute di Giorgio VI, già cagionevole, fu certamente indebolita in maniera ulteriore dallo stress degli eventi della guerra, oltre che dalla sua forte propensione al fumo. A settembre del 1951 gli venne diagnosticato un tumore maligno, a causa del quale gli venne asportato un polmone; contestualmente sviluppò anche una forma di aterosclerosi.
Il 31 gennaio 1952, in contrasto con i consigli dei medici, volle recarsi all'aeroporto per salutare la principessa Elisabetta, ormai chiaramente destinata a succedergli sul trono in breve tempo, in partenza per un viaggio in Australia con tappa in Kenya. Pochi giorni dopo, il 6 febbraio, il re morì di trombosi coronarica durante il sonno mentre si trovava a Sandringham House, nel Norfolk, all'età di 56 anni.
Appresa la notizia Elisabetta ripartì dal Kenya e fece ritorno in Inghilterra per assumere il suo ruolo di nuova sovrana, con il nome di Elisabetta II.
Dopo l'esposizione della salma alla Westminster Hall, i funerali di Giorgio VI ebbero luogo il 15 febbraio; il feretro venne infine sepolto nella cappella di San Giorgio del Castello di Windsor, dove hanno poi ricevuto sepoltura anche la moglie, le figlie e il genero Filippo di Edimburgo.

## Nella cultura di massa

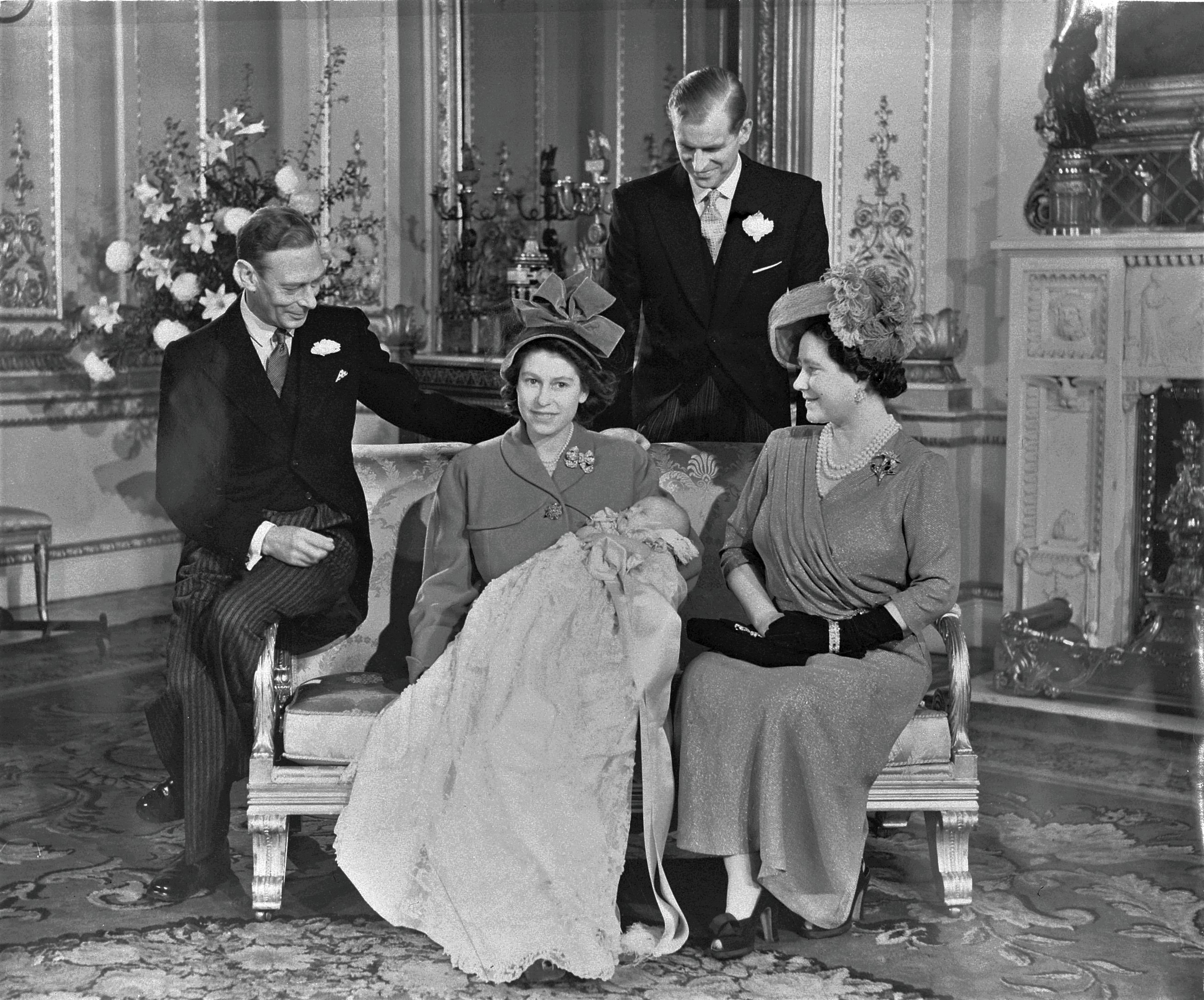
Giorgio VI e la regina consorte Elisabetta con la principessa Elisabetta, Filippo di Edimburgo e il piccolo principe Carlo nel 1948.

Nella miniserie televisiva britannica Cambridge Spies (2003) Giorgio VI è interpretato da Anthony Andrews.
Nel celebrato e pluripremiato film Il discorso del re, diretto da Tom Hooper nel 2010 e ispirato alla balbuzie del re Giorgio VI e al rapporto con il logopedista che lo ebbe in cura, Lionel Logue, interpretato da Geoffrey Rush, Giorgio VI è interpretato da Colin Firth, che, per questa interpretazione, ha guadagnato l'Oscar al miglior attore.
Nel film del 2012 A Royal Weekend diretto da Roger Michell, che racconta dell'incontro tra il re e il presidente degli Stati Uniti Franklin Delano Roosevelt (Bill Murray), è interpretato da Samuel West.
È stato inoltre interpretato da Rupert Everett nel film Una notte con la regina (2016) e da Jared Harris nella serie Netflix The Crown (2016).
Nel film L'ora più buia (2017), film biografico su Winston Churchill, il re Giorgio è interpretato da Ben Mendelsohn.

## Discendenza
Elizabeth Bowes-Lyon e Giorgio VI del Regno Unito ebbero due figlie:
- Elisabetta II (Elizabeth Alexandra Mary, nata il 21 aprile 1926 e morta l'8 settembre 2022); regina del Regno Unito. Dal suo matrimonio con Filippo di Edimburgo ha avuto quattro figli: il re Carlo III e i principi Anna, Andrea ed Edoardo;
- Margaret (Margaret Rose, nata il 21 agosto 1930 e morta il 9 febbraio 2002); principessa del Regno Unito. Dal suo matrimonio con Antony Armstrong-Jones, I conte di Snowdon, ha avuto due figli: David, Il conte di Snowdon, e Lady Sarah Chatto.

### Onorificenze britanniche

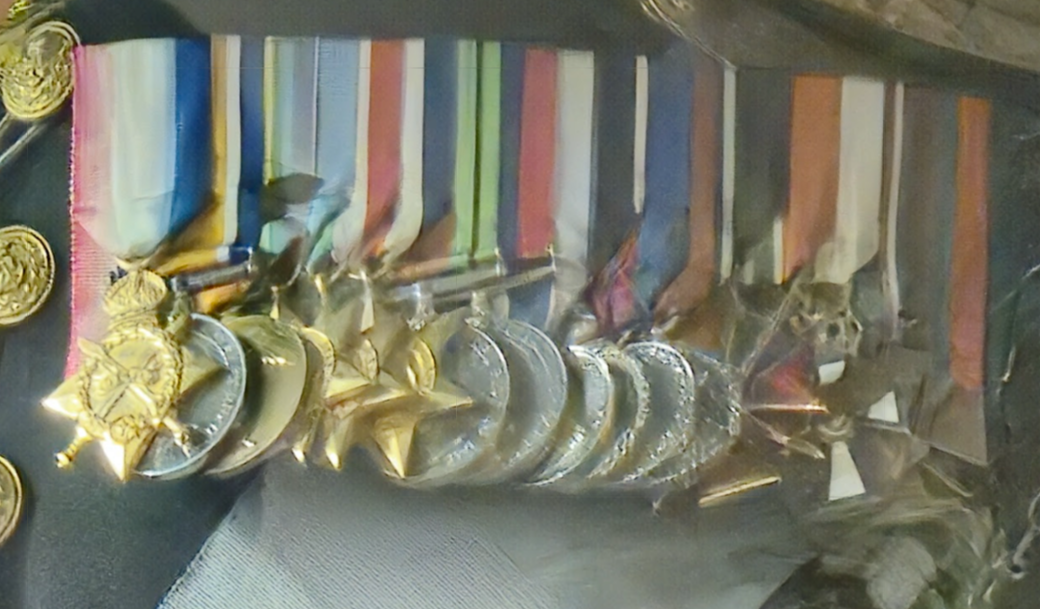
Le decorazioni di Giorgio VI in mostra al Britannia Royal Naval College, Dartmouth.

## Ascendenza
|                             |                           |                                   | Genitori                                                       |  |  | Nonni |  |  | Bisnonni                          |  |  | Trisnonni                           |  |
|                             |                           |                                   |                                                                |  |  |       |  |  | Alberto di Sassonia-Coburgo-Gotha |  |  | Ernesto I di Sassonia-Coburgo-Gotha |  |
|                             |                           |                                   |                                                                |  |  |       |  |  | Alberto di Sassonia-Coburgo-Gotha |  |  | Ernesto I di Sassonia-Coburgo-Gotha |  |
|                             |                           | Luisa di Sassonia-Gotha-Altenburg |                                                                |  |  |       |  |  | Alberto di Sassonia-Coburgo-Gotha |  |  |                                     |  |
| Edoardo VII del Regno Unito |                           |                                   |                                                                |  |  |       |  |  | Alberto di Sassonia-Coburgo-Gotha |  |  |                                     |  |
|                             |                           | Vittoria del Regno Unito          | Edoardo Augusto, duca di Kent e Strathearn                     |  |  |       |  |  |                                   |  |  |                                     |  |
|                             |                           | Vittoria del Regno Unito          | Edoardo Augusto, duca di Kent e Strathearn                     |  |  |       |  |  |                                   |  |  |                                     |  |
|                             |                           | Vittoria del Regno Unito          | Vittoria di Sassonia-Coburgo-Saalfeld                          |  |  |       |  |  |                                   |  |  |                                     |  |
| Giorgio V del Regno Unito   |                           | Vittoria del Regno Unito          |                                                                |  |  |       |  |  |                                   |  |  |                                     |  |
|                             |                           | Cristiano IX di Danimarca         | Federico Guglielmo di Schleswig-Holstein-Sonderburg-Glücksburg |  |  |       |  |  |                                   |  |  |                                     |  |
|                             |                           | Cristiano IX di Danimarca         | Federico Guglielmo di Schleswig-Holstein-Sonderburg-Glücksburg |  |  |       |  |  |                                   |  |  |                                     |  |
|                             |                           | Cristiano IX di Danimarca         | Luisa Carolina d'Assia-Kassel                                  |  |  |       |  |  |                                   |  |  |                                     |  |
| Alessandra di Danimarca     |                           | Cristiano IX di Danimarca         |                                                                |  |  |       |  |  |                                   |  |  |                                     |  |
|                             |                           | Luisa d'Assia-Kassel              | Guglielmo d'Assia-Kassel                                       |  |  |       |  |  |                                   |  |  |                                     |  |
|                             |                           | Luisa d'Assia-Kassel              | Guglielmo d'Assia-Kassel                                       |  |  |       |  |  |                                   |  |  |                                     |  |
|                             |                           | Luisa d'Assia-Kassel              | Luisa Carlotta di Danimarca                                    |  |  |       |  |  |                                   |  |  |                                     |  |
| Giorgio VI del Regno Unito  |                           | Luisa d'Assia-Kassel              |                                                                |  |  |       |  |  |                                   |  |  |                                     |  |
|                             | Alessandro di Württemberg | Ludovico di Württemberg           |                                                                |  |  |       |  |  |                                   |  |  |                                     |  |
|                             | Alessandro di Württemberg | Ludovico di Württemberg           |                                                                |  |  |       |  |  |                                   |  |  |                                     |  |
|                             | Alessandro di Württemberg | Enrichetta di Nassau-Weilburg     |                                                                |  |  |       |  |  |                                   |  |  |                                     |  |
| Francesco di Teck           | Alessandro di Württemberg |                                   |                                                                |  |  |       |  |  |                                   |  |  |                                     |  |
|                             |                           | Claudine Rhédey von Kis-Rhéde     | László Rhédey von Kis-Rhéde                                    |  |  |       |  |  |                                   |  |  |                                     |  |
|                             |                           | Claudine Rhédey von Kis-Rhéde     | László Rhédey von Kis-Rhéde                                    |  |  |       |  |  |                                   |  |  |                                     |  |
|                             |                           | Claudine Rhédey von Kis-Rhéde     | Ágnes Inczédy von Nagy-Várad                                   |  |  |       |  |  |                                   |  |  |                                     |  |
| Maria di Teck               |                           | Claudine Rhédey von Kis-Rhéde     |                                                                |  |  |       |  |  |                                   |  |  |                                     |  |
|                             |                           | Adolfo di Hannover                | Giorgio III del Regno Unito                                    |  |  |       |  |  |                                   |  |  |                                     |  |
|                             |                           | Adolfo di Hannover                | Giorgio III del Regno Unito                                    |  |  |       |  |  |                                   |  |  |                                     |  |
|                             |                           | Adolfo di Hannover                | Carlotta di Meclemburgo-Strelitz                               |  |  |       |  |  |                                   |  |  |                                     |  |
| Maria Adelaide di Hannover  |                           | Adolfo di Hannover                |                                                                |  |  |       |  |  |                                   |  |  |                                     |  |
|                             |                           | Augusta d'Assia-Kassell           | Federico d'Assia-Kassel                                        |  |  |       |  |  |                                   |  |  |                                     |  |
|                             |                           | Augusta d'Assia-Kassell           | Federico d'Assia-Kassel                                        |  |  |       |  |  |                                   |  |  |                                     |  |
|                             |                           | Augusta d'Assia-Kassell           | Carolina di Nassau-Usingen                                     |  |  |       |  |  |                                   |  |  |                                     |  |
|                             |                           | Augusta d'Assia-Kassell           |                                                                |  |  |       |  |  |                                   |  |  |                                     |  |

## Onorificenze

Lo stemma del principe Albert, duca di York (1920-1936).

Il monogramma personale del re Giorgio VI.

Il monogramma personale del re Giorgio VI e della regina Elisabetta.

### Titoli e gradi militari inglesi e del Commonwealth
- Cadetto, 15 settembre 1913
- Sottotenente, 15 maggio 1916
- Tenente di vascello, 1918
- Capitano, 29 dicembre 1918
- Flight Lieutenant, 1º agosto 1919
- Squadron Leader, 1º novembre 1919
- Wigh Commander, 1º giugno 1920
- Colonnello (Group Captain), 30 giugno 1921
- Capitano, 1925
- Contrammiraglio, 1932
- Air Vice-Marshal), 3 giugno 1932
- Vice ammiraglio, 1º gennaio 1936
- Tenente generale, 1º gennaio 1936
- Maresciallo dell'aria, 1º gennaio 1936
- Ammiraglio, 21 gennaio 1936
- Generale, 21 gennaio 1936
- Air chief marshal, 21 gennaio 1936
- Ammiraglio della flotta, 11 dicembre 1936
- Maresciallo di campo, 11 dicembre 1936
- Marshal of the Royal Air Force, 11 dicembre 1936
- Marshal of the Royal Australian Air Force, 1º giugno 1938
- Comandante in capo della Canadian Militia, 11 dicembre 1936
- Comandante in capo della Royal Canadian Air Force, 11 dicembre 1936
- Comandante in capo della Royal Canadian Navy, 11 dicembre 1936
- Comandante in capo della Canadian Army, 7 novembre 1940

### Titoli e gradi militari stranieri
- Generale dell'esercito danese, 1927
- Ammiraglio della marina danese, 1948